# Jurčičeva ulica, Novo mesto
Jurčičeva ulica je ena od ulic v Novem mestu. Ulica je nastala po zazidalnem načrtu v zgodnjih sedemdesetih letih, od leta 1972 pa se imenuje po slovenskem pisatelju, dramatiku in časnikarju Josipu Jurčiču. Ulica obsega 15 hišnih številk, poteka pa po vzhodni strani Recljevega hriba. Ulica je prvi desni odcep Tavčarjeve ulice.